# Canton de Massy-Est
Le canton de Massy-Est est une ancienne division administrative et circonscription électorale française, située dans le département de l’Essonne et la région Île-de-France.

## Géographie

### Situation
| Type d’occupation           | Pourcentage | Superficie (en hectares) |
| --------------------------- | ----------- | ------------------------ |
| Espace urbain construit     | 65,2 %      | 614,13                   |
| Espace urbain non construit | 15,2 %      | 143,14                   |
| Espace rural                | 19,6 %      | 184,13                   |
| Source : Iaurif             |             |                          |

Le canton de Massy-Est était organisé autour de la commune de Massy dans l’arrondissement de Palaiseau. Son altitude variait entre ? mètres et ? mètres à Massy, pour une altitude moyenne de ? mètres. Le canton de Massy-Est comprenait l’ensemble du territoire de Massy situé à l’est de l’axe des rues de Paris, du 8 mai 1945 et Gabriel Péri.

### Composition
Le canton de Massy comptait une moitié de commune :
| Communes | Population (2012) | Code postal | Code Insee  |
| -------- | ----------------- | ----------- | ----------- |
| Massy    | 42 258 hab.       | 91300       | 91 3 98 377 |

### Démographie
| 1990   | 1999   | 2006   | 2011   | 2012   |
| ------ | ------ | ------ | ------ | ------ |
| 19 817 | 18 316 | 18 189 | 19 306 | 19 627 |

### Pyramide des âges
| Hommes | Classe d’âge | Femmes |
| ------ | ------------ | ------ |
| 0,2    | 90 ans ou +  | 0,5    |
| 4,5    | 75 à 89 ans  | 6,7    |
| 10,4   | 60 à 74 ans  | 11,2   |
| 17,5   | 45 à 59 ans  | 18,4   |
| 24,9   | 30 à 44 ans  | 21,6   |
| 22,0   | 15 à 29 ans  | 21,9   |
| 20,4   | 0 à 14 ans   | 19,7   |

| Hommes | Classe d’âge | Femmes |
| ------ | ------------ | ------ |
| 0,3    | 90 ans ou +  | 0,8    |
| 4,4    | 75 à 89 ans  | 6,7    |
| 11,3   | 60 à 74 ans  | 11,9   |
| 19,9   | 45 à 59 ans  | 20,0   |
| 21,9   | 30 à 44 ans  | 21,4   |
| 20,6   | 15 à 29 ans  | 19,2   |
| 21,7   | 0 à 14 ans   | 20,0   |

## Historique
Le canton de Massy fut créé par le décret no 67-589 du 20 juillet 1967, il regroupait à l’époque les communes de Massy et Wissous. Un décret ministériel du 7 décembre 1975 lui enlevait la commune de Wissous qui rejoignait le nouveau canton de Chilly-Mazarin. Un nouveau décret du 24 janvier 1985 séparait ce canton en deux pour créer sur la moitié est de la commune le canton de Massy-Est.

## Représentation

### Conseillers généraux du canton de Massy-Est
| Période | Période          | Identité               | Étiquette | Qualité |
| ------- | ---------------- | ---------------------- | --------- | --- |
| 1985    | 1989 (démission) | Marie-Noëlle Lienemann | PS        | Professeur de l'Education nationale Député européen Ancienne conseillère générale pour le canton de Massy (1979-1985)                                                                                     |
| 1989    | 1992             | Marie-Pierre Oprandi   | PS        | Conseillère municipale de Massy Elue en 2004 dans le Canton de Massy-Ouest |
| 1992    | 1998             | Odile Moirin           | RPR       | Animatrice de vente Députée (1993-1997) |
| 1998    | 2015             | Jérôme Guedj           | PS        | Inspecteur général des Affaires sociales Conseiller municipal de Massy Suppléant du député François Lamy (1997-2002) Président du Conseil Général (2011-2015) Elu en 2015 dans le nouveau Canton de Massy |

### Résultats électoraux
Élections cantonales, résultats des deuxièmes tours :
- Élections cantonales de 1992 : 54,60 % pour Odile Moirin (RPR), 45,40 % pour Marie-Pierre Oprandi (PS), 55,40 % de participation[9].
- Élections cantonales de 1998 : 55,89 % pour Jérôme Guedj (PS), 44,11 % pour Henry Quaghebeur (RPR), 50,34 % de participation[10].
- Élections cantonales de 2004 : 56,96 % pour Jérôme Guedj (PS), 43,04 % pour Édith Daniélou (UDF), 67,19 % de participation[11].
- Élections cantonales de 2011 : 54,44 % pour Jérôme Guedj (PS), 45,56 % pour Pierre Ollier (DVD), 43,63 % de participation[12].

## Économie

### Emplois, revenus et niveau de vie
| Répartition des emplois par catégories socioprofessionnelles en 2006. |              |                                           |                                                   |                            |                          |                           |
|                                                                       | Agriculteurs | Artisans, commerçants, chefs d’entreprise | Cadres et professions intellectuelles supérieures | Professions intermédiaires | Employés                 | Ouvriers                  |
| Canton de Massy-Est                                                   | 0,0 %        | 2,4 %                                     | 34,5 %                                            | 27,2 %                     | 22,8 %                   | 13,0 %                    |
| Département de l’Essonne                                              | 0,2 %        | 4,5 %                                     | 22,1 %                                            | 27,7 %                     | 27,6 %                   | 17,9 %                    |
| Moyenne nationale                                                     | 2,2 %        | 6,0 %                                     | 15,4 %                                            | 24,6 %                     | 28,7 %                   | 23,2 %                    |
| Répartition des emplois par secteurs d’activités en 2006.             |              |                                           |                                                   |                            |                          |                           |
|                                                                       | Agriculture  | Industrie                                 | Construction                                      | Commerce                   | Services aux entreprises | Services aux particuliers |
| Canton de Massy-Est                                                   | 0,2 %        | 15,0 %                                    | 4,3 %                                             | 14,0 %                     | 28,2 %                   | 5,2 %                     |
| Département de l’Essonne                                              | 0,8 %        | 11,5 %                                    | 6,1 %                                             | 15,4 %                     | 18,8 %                   | 6,4 %                     |
| Moyenne nationale                                                     | 3,5 %        | 15,2 %                                    | 6,4 %                                             | 13,3 %                     | 13,3 %                   | 7,6 %                     |
| Sources : Insee,                                                      |              |                                           |                                                   |                            |                          |                           |